# Ptení
Ptení es una localidad del distrito de Prostějov en la región de Olomouc, República Checa, con una población estimada a principio del año 2018 de 1077 habitantes. 
Se encuentra ubicada en el sur de la región, a poca distancia al norte de la ciudad de Brno y cerca de la frontera con la región de Moravia Meridional.